# Сказка о тысяче звёзд
«Сказка о тысяче звёзд» (тай. นิทานพันดาว — 1000stars, RTGS. Ni-than Phan Dao — 1000stars) также известный как «История тысячи звёзд» — тайский телесериал 2021 года, снятый по новелле «Сказка о тысяче звёзд» писателя Bacteria. В главных ролях Пирапат Ваттанасетсири (Эрт) и Сахапхап Вонрат (Микс).

## Сюжет
Учительница-волонтёр Тауфан погибает в результате трагического несчастного случая, после чего её сердце пересаживается Тиану, парню из богатой семьи. Через серию дневниковых записей Тиан узнаёт о жизни, секретах и интересах Тауфан, а также о её обещании лесному офицеру капитану Пхупхе пересчитать вместе с ним тысячу звёзд. Затем Тиан решает пойти по её стопам и осуществить мечту. Тиан, как новый учитель-волонтёр, отправляется в отдалёный уголок страны и пытается подружиться с Пхупхой, но тот изначально холоден к нему. По мере того, как двое медленно сближаются, сердце Тиана начинает быстро биться рядом с военным офицером. В процессе, Тиан начинает влюбляться в капитана. Но с учётом того, что этот регион находится в опасной зоне, смогут ли эти двое сдержать обещание в тысячу звезд.

## В ролях

### В главных ролях
- Пирапат Ваттанасетсири (Эрт) — Пхупха Вириянон

Капитан лесной охраны отдалённого региона Таиланда.
- Сахапхап Вонрат (Микс) — Тиан Сопасицакун

Парень из богатой семьи, страдающий от порока сердца.

### Второстепенные роли
- Саранчана Апасимаиманкул (Ай) — Тауфан Чареонпон
- Криттанай Асанпракит (Наммон) — доктор Нам
- Сатабут Лэдики (Дрэйк) — Ранг
- Наттарат Конкэу (Чэмп) — Йод
- Танават Раттанакитпайтан (Кхаотан) — Лонгтэ
- Танонсак Суппакан (Нон) — Сакда
- Витая Тжетхапай (Тханом) — глава деревни Банглай Кхама
- Джакрит Аммарат (Тон) — Терраёт, отец Тиана
- Нават Пумпхотинам (Вайт) — Тул

## Производство

### Съёмки
Съёмочная группа вначале выбрала одну из деревень горных племён в северной части Таиланда для съёмок сериала, но позже, из-за традиций и убеждений племён, изначально выбранные места были удалены из плана. Местные жители опасались, что количество съёмочной группы и производство может противоречить местным условиям. В деревне, которую они впервые выбрали, существует традиция поклонения духам. Жители села опасались, что стрельба может помешать духу этого места. Затем производственная группа решила построить всю деревню с нуля в разных местах (в основном в провинции Чианграй), в то время как в самом романе и сериале местом действия упоминается Чиангмай. Производственная группа построила Дом Тиана, школу Пха Пан Дао, Дом Кхамы и дома сельских жителей. Командирский пост и жилое помещением для Пхупха были отремонтирован из старого и заброшенного придорожного убежища.

### Премьера
Первоначально запланированный к выпуску в 2020 году, сериал был показан на GMM 25 и LINE TV 29 января 2021 года и выходил в эфир по пятницам. Последний эпизод сериала был показан 2 апреля 2021 года. На Филиппинах права на сериал приобрела корпорация ABS-CBN. Все эпизоды стали доступны на платформе iWantTFC с 29 января 2021 года одновременно с премьерой в Таиланде, а на Тайване лакорн транслировал LINE TV Taiwan также каждую пятницу вечером, начиная с 29 января.

## Награды
| Год  | Награда             | Категория                                | Результат | Источники           |
| ---- | ------------------- | ---------------------------------------- | --------- | ------------------- |
| 2021 | Content Asia Awards | Лучшая программа LQBQT+ сделанная в Азии | Победа    | [ 9 ] [ 10 ] [ 11 ] |